# Sorcière rouge
Pour les articles homonymes, voir Sorcière (homonymie).

Logo de la série de comic books Scarlet Witch de 1994.

Wanda Maximoff, alias la Sorcière rouge (« Scarlet Witch » en VO ; litt. la « Sorcière écarlate » en VF), est une super-héroïne évoluant dans l'univers Marvel de la maison d'édition Marvel Comics. Créé par le scénariste Stan Lee et le dessinateur Jack Kirby, le personnage de fiction apparaît pour la première fois dans le comic book X-Men (vol. 1) #4 en mars 1964.
À la fois mutante et magicienne, la Sorcière rouge commence sa carrière en tant que super-vilaine comme membre de la Confrérie des mauvais mutants, aux côtés de son père Magnéto et de son frère Vif-Argent. Par la suite, elle revient dans le droit chemin et commence une carrière d'héroïne, principalement en tant que membre des Vengeurs.
Commençant sa carrière durant l'âge d'argent des comics, la Sorcière rouge fait partie depuis plus de 60 ans de l'univers Marvel. Le magazine Wizard l'a classée au 97e rang de sa liste des « 200 plus grands personnages de comic books de tous les temps ».
Dans l'univers cinématographique Marvel, le personnage de Wanda Maximoff est interprété par l'actrice Elizabeth Olsen à partir du film Avengers : L'Ère d'Ultron (2015), après une courte apparition à la fin de Captain America : Le Soldat de l'hiver (2014). Par ailleurs, la série WandaVision (2021) est centrée sur son personnage où c'est la première fois, après son apparition au cinéma, que le nom de « Sorcière rouge » lui est attribué.

## Biographie du personnage

### Origines
Wanda Maximoff est la sœur jumelle de Pietro Maximoff, alias Vif-Argent.
Quatre femmes ont été successivement considérées comme leur mère : Madeline Joyce Frank, Magda Lehnsherr (ou Eisenhardt), Marya Maximoff et Natalya Maximoff. Même si certains mystères demeurent, notamment l’identité de leur père (Magnéto ?), il est établi que leur vraie mère, Natalya Maximoff, était une puissante sorcière tzigane, surnommée la Sorcière rouge.
Après avoir donné naissance à des jumeaux, Wanda et Pietro, Natalya voulut leur éviter les difficultés auxquelles elle avait été confrontée comme sorcière et décida de les confier à son frère, Django, et son épouse Marya. Le couple rebaptisa Wanda et Pietro respectivement Ana et Matéo. Peu de temps après, le village où vivaient les Maximoff fut attaqué. Le Maître de l'évolution kidnappa les enfants pour effectuer sur eux des expériences mais, peu satisfait du résultat, se désintéressa d’eux, les confiant à Bova (en), une vache mutée appartenant aux Nouveaux Hommes (en). Les enfants furent élevés par Bova sur le Mont Wundagore, où demeurait captif Chthon, un puissant démon. Son énergie altéra Wanda, lui donnant plus tard la faculté de sorcellerie. Les enfants furent ensuite récupérés par Django et Marya Maximoff.
Les jumeaux découvrirent très vite leurs pouvoirs. À la suite d'un accident provoqué par les pouvoirs naissants de Wanda, Marya trouva la mort dans un incendie.

### Du mal vers le bien
Malmenés par la population durant leur adolescence, les jumeaux furent récupérés par Magnéto, ignorant qu'il était leur géniteur. Il forma un groupe terroriste visant à asseoir la domination mutante. Après quelques aventures au sein de la Confrérie des mauvais mutants, Wanda et Pietro décidèrent de mettre leurs pouvoirs au service des autres et intégrèrent alors l'équipe des Vengeurs (« Avengers » en VO). Ils furent encadrés par le héros Captain America, devenant ainsi la deuxième génération de recrues, et ils devinrent en quelques années des héros aux yeux du public, malgré leur condition de mutants (à la différence des X-Men qui conservèrent des années un statut de hors-la-loi).
Chez les Vengeurs, Wanda trouva l'amour en la personne de la Vision, un androïde créé par Ultron, qu'elle épousa. Ce fut une période troublée pour l'équipe car Pietro n'acceptait pas l'amour entre sa sœur et l'androïde, et Clint Barton réprimait ses sentiments pour la jeune femme.

### Pertes et fracas
Maîtrisant mal ses pouvoirs, Wanda fut aidée par la sorcière Agatha Harkness. La Sorcière rouge et son frère découvrirent quelques années plus tard que Magnéto était leur véritable père.
Wanda quitta les Vengeurs avec Vision, et eut des jumeaux de ce dernier, Thomas et William. Quelques mois plus tard, en tant que président par intérim des Vengeurs, Vision tente d'apaiser la panique du public pendant l'absence de ses coéquipiers disparus (Captain America, Captain Marvel II (Monica Rambeau), Œil-de-faucon (Clint Barton), Iron Man (Jim Rhodes avec l'armure de Tony Stark), Miss Hulk, Thor, la Guêpe sont tous transportés dans le "battleworld" du Beyonder lors des Guerres secrètes). Quelques jours plus tard, les Vengeurs et les autres héros costumés disparus réapparaissent à Central Park. L'équipe tient alors une réunion au cours de laquelle la Guêpe cède de manière inattendue la présidence à la Vision. L'androïde propose alors la mise en place d'une deuxième équipe sur la côte ouest, dirigée par Œil-de-faucon. Le couple Vision/Wanda rejoint les Vengeurs de la Côte Ouest.
Vision fut capturé par des gouvernements étrangers qui voyaient en lui une menace, comme Ultron. L’androïde fut démonté. Il fut plus tard reconstruit, mais incapable d'émotion (son corps était alors blanc), l'amour entre Wanda et lui se désagrégea rapidement. Un autre coup dur qui toucha la Sorcière se produisit quand elle apprit que ses enfants n'étaient que des illusions créées inconsciemment par la Sorcière à partir de fragments de l'âme de Mephisto que ce dernier réabsorba complètement. Pour soulager la Sorcière, Agatha Harkness lui fit oublier leur existence. Mais le choc brutal la plongea dans un état catatonique, tandis que Vision, régi désormais par une froide logique, retournait seul dans l'équipe principale des Vengeurs.
Dans cet état affaibli, elle fut conditionnée facilement par Magnéto qui la fit se retourner contre ses anciens partenaires. Elle fut finalement sauvée par son frère et retrouva sa santé mentale.

### Un retour en force
Quand les Vengeurs de la Côte Ouest se séparèrent à cause de nombreuses disputes avec l'équipe principale, la Sorcière rouge devint leader de Force Works (équipe formée à partir des Vengeurs de la côte Ouest et financée par Iron Man). Elle fut profondément affectée par la mort de Wonder Man lors de leur première mission.
Après la dissolution du groupe (à la fin de l'arc narratif Avengers: The Crossing and Timeslide), Wanda et Clint retrouvèrent des postes chez les Vengeurs. Peu après, tout comme de nombreux héros, elle se sacrifia pour stopper Onslaught. Grâce à Franklin Richards, ils restèrent tous sur une Terre parallèle pendant un an, avant de revenir sur la Terre-616.
Après un combat contre la fée Morgane, elle ressuscita par accident Wonder Man et eut une liaison avec lui, délaissée par la Vision qui avait été partiellement détruit. Le couple se sépara pendant la guerre contre Kang et Wanda se réconcilia avec la Vision.

### La dissolution des Vengeurs
À la suite d'une discussion entre la Guêpe et Wanda, cette dernière se rappela l'existence de ses enfants. Elle subit un choc mental et ré-écrivit partiellement la réalité, re-créant ses enfants et tuant plusieurs de ses compagnons (Clint Barton, le Valet de Cœur, la Vision, Scott Lang…). Les héros restant parvinrent à la maîtriser et le Docteur Strange la plongea dans le coma.
Son père Magnéto l’emmena alors sur l'île de Genosha afin de la soigner avec son ami le Professeur X. Mais ce dernier ne parvient pas à guérir la folie de Wanda. Il convoqua alors les Nouveaux Vengeurs et les X-Men afin de décider des suites à donner à la situation. Lorsque ceux-ci arrivèrent sur l'île, la Sorcière utilisa ses pouvoirs quantiques pour changer complètement la réalité et la façonner de manière à mettre en valeur les mutants. Ainsi fut créé l'univers de House of M.

### House of Met la Décimation
Dans cette réalité modifiée, le Docteur Strange apprit que ce n'est pas Magnéto qui a manipulé sa fille et ainsi changé le monde, mais son fils, Vif-Argent. Apprenant qu'il était responsable de ce désastre, Magnéto tua son fils. Toutefois, utilisant ses pouvoirs, Wanda ramena son frère à la vie. Durant cette journée, appelé M-Day, le monde revint à la normale, sauf qu'il ne resta plus qu'une centaine de mutants (Magnéto faisant partie de ceux qui ont perdu leurs pouvoirs). À la fin de House of M, on voit la Sorcière rouge bien vivante, dans un village. Les héros la cherchent à travers le monde mais ne peuvent la localiser.

### Le retour
On revoit Wanda en pleine possession de ses pouvoirs, tenter de stopper Chthon réincarné dans le corps de son frère Pietro. Elle assembla une nouvelle équipe de Vengeurs, les Puissants Vengeurs. Mais il s'agissait en fait de Loki déguisé.

### La Croisade des Enfants
Une rumeur dit que ses deux jumeaux seraient en fait réincarnés en Thomas Shepherd et Billy Kaplan alias Speed et Wiccan, deux membres des Young Avengers. Speed a le pouvoir de super-vitesse et peut faire des explosions, tandis que Wiccan est un magicien comme sa mère. Les jeunes Vengeurs Wiccan et Speed décidèrent de retrouver Wanda, car Wiccan voulait savoir une fois pour toutes si elle était bien leur mère. Ils ont voyagé dans plusieurs endroits liés à Wanda et à eux-mêmes, mais Wiccan ne pouvait détecter aucun signe de la magie de Wanda. Wiccan et Speed s'unirent pour la rechercher autour de la planète. Ils la retrouvent en Latvérie vivant avec Fatalis. Wanda était amnésique et ne possédait plus ses pouvoirs. Après une intervention des Vengeurs contre le Docteur Fatalis, Wolverine essaye de tuer Wanda, mais il est arrêté par Iron Lad (en), qui téléporte les Young Avengers et Wanda dans le flux temporel. Ils sauvèrent dans le passé Scott Lang de l'explosion du Valet de Cœur, Wanda retrouva la mémoire et ses pouvoirs. Puis ils revinrent dans le présent, où elle décida d’accueillir les mutants voulant retrouver leur pouvoirs. Elle confirma que Wiccan et Speed étaient bien ses enfants réincarnés.
Il a été révélé que la capacité de Wanda à modifier la réalité a été créée lorsque le docteur Fatalis l'a aidée à devenir un conduit pour la "Force vitale" dans le but de recréer ses enfants. Le pouvoir était trop grand pour qu'elle puisse le contrôler, ce qui a conduit à sa dépression. Fatalis vole alors la "Force vitale" de Wanda et devient omnipotent, mais en combattant les Avengers et les X-Men, ses pouvoirs sont surchargés, le laissant à nouveau avec son visage cicatrisé et impuissant. Incapable de continuer le combat, il se téléporte. Les X-Men ont accepté de laisser Wanda tranquille, Magneto et Vif-Argent souhaitaient tous deux passer du temps avec elle en famille et Captain America lui a offert une place dans les Avengers mais Wanda a refusé en disant qu'elle avait besoin d'être seule.

### Avengers contre X-Men
Wanda a joué un rôle clé lors des événements présentés dans l'arc Avengers contre X-Men. Après avoir vaincu M.O.D.O.K. et l'A.I.M. avec l'aide de Miss Marvel (Carol Danvers) et Spider-Woman (Jessica Drew), elle rend visite au manoir des Avengers mais n'est pas bien accueillie par la Vision qui déclare qu'il ne peut pas pardonner à Wanda ce qu'elle a fait à lui et à son équipe. Wanda fond en larmes et est emportée par Miss Marvel. Elle a alors commencé à avoir des visions de la Force Phénix ; et au cours d'une de ces visions, elle voit un avenir dans lequel le Phénix Noir tue les Vengeurs d'origine.
Peu après, il fut découvert que la Force Phénix revenait sur Terre, confirmant, aux yeux de Scott, le fait que Hope était destinée à devenir son hôte pour sauver la communauté mutante mondiale. Mais Captain America, dont les craintes sur la nature destructrice du Phénix avaient été confirmées et renforcées par Wolverine, mobilisa les Avengers et se rendit sur Utopia pour placer Hope sous leur protection. Comprenant que Captain America n’accepterait aucun refus de sa part, Cyclope l’attaque le premier, déclenchant un conflit entre les Vengeurs et les X-Men d’Utopia. Les Avengers envahirent Utopia, en utilisant l'héliporteur du SHIELD. Hope profita de la première bataille pour fuir et échapper aux Avengers. Elle se réfugia auprès de Wolverine à qui elle demanda de l'aide. À la fin du combat sur Utopia, Scott demanda à Magie de téléporter l'équipe hors de l'île afin de retrouver Hope. Après avoir entendu qu'elle était sur la Lune avec Wolverine, il réunit une équipe composée de Magie, Colossus, Emma Frost et Namor pour affronter les Avengers et la récupérer.
Pendant que les X-Men et les Avengers combattaient, la Force Phénix apparut. Thor l'a combattue vainement dans l'espace. Puis Iron Man tenta de la détruire avec une nouvelle armure géante spécialement construite mais il ne fit que la diviser en cinq parties qui possédèrent chacun des membres de l'équipe des X-Men et fit d'eux ses nouveaux hôtes : Cyclope, Emma Frost, Namor, Magie et Colossus. Les cinq mutants rentrèrent avec Hope et entreprirent alors de changer le monde, pour en faire une utopie généralisée, mais les Avengers se méfièrent et tentèrent d’enlever Hope, poussant celle-ci à fuir une nouvelle fois, avec l’aide de la Sorcière rouge. Après une confrontation entre les Avengers et les 5 Phénix, dans laquelle Wanda a vaincu Magie, elle a commencé à entraîner Hope avec l'aide de Spider-Man au Wakanda. Namor a ensuite mené les Atlantes dans la guerre contre Wakanda et a presque vaincu tous les Avengers, jusqu'à ce que Wanda se présente et le batte.
Un par un, la Force Phénix quitta ses hôtes et Scott & Emma se retrouvèrent ses seuls détenteurs. Au fil des altercations, la puissance du Phénix se concentrait. Cyclope attaqua Emma, absorbant ainsi son essence du Phénix résiduelle et devenant le seul détenteur de la puissance de l’entité ; il perdit alors le contrôle de cette trop grande énergie et devient le Phénix noir après avoir tué le professeur X.
Mais les autres héros réussirent à l’occuper assez longtemps pour que Hope et la Sorcière rouge transfèrent la puissance du Phénix de Scott à la jeune mutante qui utilisa alors ces énergies pour restaurer le monde à son état antérieur, avant de rejeter le Phénix dont les énergies éclatèrent en millions d’éclats qui ranimèrent les pouvoirs des mutants à travers le globe, comme Cyclope avait espéré qu’elle le ferait. Puis, alors que Wanda avait autrefois utilisé ses pouvoirs pour éloigner les mutants en prononçant les mots « Plus de mutants », Wanda et Hope ont rejoint leurs pouvoirs et ont souhaité « Plus de Phénix », forçant la Force Phénix à s'éloigner de la Terre par le sort.

### Uncanny Avengers
En visitant la tombe de Charles Xavier, Wanda est approchée par Malicia qui tente de la faire partir. Les deux se battent puis sont capturées par Crâne Rouge. Il a également pris le cadavre de Xavier et lui a retiré le cerveau, revendiquant ses vastes pouvoirs télépathiques pour lui-même. Il utilise ses pouvoirs pour laver le cerveau de Wanda afin de l'aider à éliminer le monde mutant. Tout en traquant Malicia qui s'est échappée, Wanda rencontre le cadavre de Xavier qui la fait sortir du contrôle de Crâne Rouge. Wanda et Malicia sont néanmoins contrôlées mentalement pour permettre d'être exécutés par la foule haïssant les mutants, qui recule une fois que la Division Unité des Vengeurs arrive combattre Shmidt. Après qu'il s’est échappé avec les S-men, Wanda et Malicia ont rejoint la Division Unité dirigée par Havok.
Plus tard, au cours d'une mission impliquant les Jumeaux d'Apocalypse, Wanda a été tuée par Malicia qui pensait qu'elle avait trahi l'équipe. Sa mort a été annulée lorsque Havok et les membres survivants de la Division Unité ont été envoyés du futur par Kang pour empêcher les jumeaux de détruire la Terre, leurs esprits se projetant dans leur passé afin qu'ils puissent transférer la plupart de leurs pouvoirs à Malicia et lui donner la force de riposter. Une fois la crise terminée, Malicia devient folle à cause de tous les héros qu'elle a absorbés. La sorcière rouge lui jette un sort pour rendre ces pouvoirs à leurs propriétaires, bien que Rogue ait toujours conservé les pouvoirs et l'essence même qu'elle a absorbée de Wonder Man.

### AXIS
Dans le projet de Crâne Rouge à créer des camps de concentration pour mutants à Génosha, les S-Men kidnappèrent Havok, Malicia et la Sorcière Rouge. Ils réussirent à s'échapper grâce aux nouveaux pouvoirs de Malicia, et sauvèrent Magnéto, capturé après une tentative d'élimination de Crâne Rouge. Quand ils affrontèrent Crâne Rouge, Magneto tua ses disciples, puis leur maitre. Toutefois, ses actions engendrèrent l'apparition du Red Onslaught. Magnéto et les trois membres de la Division Unité essayèrent de l'affronter, avec l'arrivée des Vengeurs, des X-Men et quelques autres alliés. Crâne Rouge fit son retour soudain, relâchant deux Sentinelles Stark. La Sorcière Rouge et le Docteur Fatalis lancèrent un sort pour inverser la moralité de Crâne Rouge, afin de permettre au fragment de cerveau greffé dans le crâne de Shmidt de reprendre le contrôle et de stopper le Red Onslaught. Le sort d'inversion fonctionna et Crâne Rouge tomba inconscient, perdant sa forme de Red Onslaught. Les Vengeurs l'arrêtèrent immédiatement et l'enfermèrent dans la Tour Stark. Mais le sort avait également accidentellement affecté tout le monde à Genosha, transformant les héros en méchants et vice versa.
Sous l'influence du sort d'inversion, la sorcière rouge entreprit de tuer le docteur Fatalis pour se venger de ses manipulations. Magneto et Vif-Argent ont uni leurs forces pour en empêcher Wanda, mais ont échoué. En utilisant un sort destiné à affecter ceux qui ont des liens de sang avec elle, Wanda a apparemment tué Vif-Argent. À sa grande surprise, le sort n'a pas affecté Magneto, révélant que le maître du magnétisme n'était pas réellement son père.
Fatalis a brièvement fui le combat pour ramener le Frère Vaudou, qui a utilisé l'esprit de son frère Daniel pour posséder Wanda afin qu'elle puisse « coopérer » dans la conjuration d'un sort de réinversion, qui a ramené avec succès presque tout le monde à la normale, y compris elle-même. À la suite du conflit, la Division Unité des Vengeurs a été réunie.

## Pouvoirs et capacités
La Sorcière rouge est à l’origine une mutante qui possède le pouvoir de manipuler psioniquement les probabilités grâce à sa « magie hex ». Son pouvoir se manifeste typiquement sous la forme physique de « sphères hex » ou de « décharges hex ».
En complément de ses pouvoirs, Wanda Maximoff a suivi les cours de sorcellerie d'Agatha Harkness qui, sans lui donner la maîtrise de la véritable magie, lui ont permis d’améliorer l'utilisation de ses capacités. Durant la période où elle a occupé le poste de chef de Force Works puis des Vengeurs (Avengers), elle s’est révélé être une stratège et une tacticienne experte. Elle a aussi été entraînée au combat à mains nues par Captain America.
- En affectant les champs de probabilités, la Sorcière rouge peut déclencher divers phénomènes physiques invraisemblables, comme la combustion spontanée d’objets inflammables sans aucune cause physique, la production de rouille ou de pourriture rapide sur les matériaux organiques ou non organiques, la répulsion d’objets en plein vol, voire la perturbation des émissions ou des champs énergétiques, comme créer des tornades spontanément, etc.[1]
- La portée de ses pouvoirs hex sont relativement courts, limités à la portée de sa vision. Pour projeter sa magie hex, elle doit exécuter un geste et être dans un état de concentration mentale, même si le geste ne sert principalement qu’à faciliter sa concentration. Cependant, l’action de son pouvoir hex n’est pas nécessairement garanti, notamment si elle est fatiguée ou si elle utilise ses pouvoirs de manière intensive. Dans ce cas, sa magie peut se retourner contre elle, amenant les probabilités à agir contre son désir ou à annuler des effets magiques antérieurs[1].
- Les effets produits par ce pouvoir hex sont extrêmement divers, mais généralement très pénalisants pour ses adversaires. Par exemple, la Sorcière rouge a pu avec sa magie hex retourner la relique appelée l’« Œil du Mal » contre le démon Dormammu, déclencher un court-circuit dans le corps robotisé d’Ultron ou provoquer l’explosion d’une conduite de gaz qui se trouvait sous la base de la Confrérie des mauvais mutants[1].

La nature exacte de cette « magie hex » est toutefois contestée. Pendant un temps, il a été admis que Wanda manipulait une forme de « magie du chaos » grâce à l’intervention du dieu ancien Chthon, ce dernier étant emprisonné dans les profondeurs du Mont Wundagore lors de sa naissance. Cependant, le Docteur Strange contredira plus tard cette affirmation, déclarant que cette « magie du chaos » n’existe pas et que Wanda possède en fait le pouvoir d’altérer la réalité tout entière afin de la soumettre à ses souhaits. Son pouvoir modifie à chaque fois la nature des futurs possibles, la Sorcière rouge n'en mesurant pas nécessairement les conséquences.
Par ailleurs, en tenant compte des événements qui arrivèrent lors de l'épisode House of M, il apparaît qu'il n'y a pratiquement pas de limites exactes à la puissance de son pouvoir. Ainsi, en un seul sort, elle a été capable de priver la majeure partie de la population mutante de son « gène X » et des pouvoirs mutants associés. En combinant ses pouvoirs avec ceux de la mutante Hope Summers, elle a pu par la suite vaincre la Force Phénix (en) et s’en servir pour annuler ce dernier sort. Pour ces raisons, la Sorcière rouge est dorénavant considérée comme un personnage central de la réalité de l'univers Marvel.
Wanda Maximoff a pendant longtemps été cataloguée comme une mutante, mais le Maître de l'évolution a récemment prétendu que la Sorcière rouge ne l'était pas ; selon lui, ses pouvoirs, tout comme ceux de son frère jumeau Vif-Argent sont le fruit de ses manipulations génétiques. Cependant, cette affirmation reste encore à confirmer, dans la mesure où Wanda et son frère Pietro ont été pendant très longtemps perçus comme des mutants par le reste de l’univers Marvel, que ce soit par les robots chasseurs de mutants les Sentinelles ou par Cerebro, le dispositif de localisation des mutants du Professeur Xavier.

## Apparitions dans d'autres médias
Sauf indication contraire, les informations mentionnées dans cette section peuvent être confirmées par la base de données cinématographiques IMDb,  présente dans la section « Liens externes ».

### Cinéma

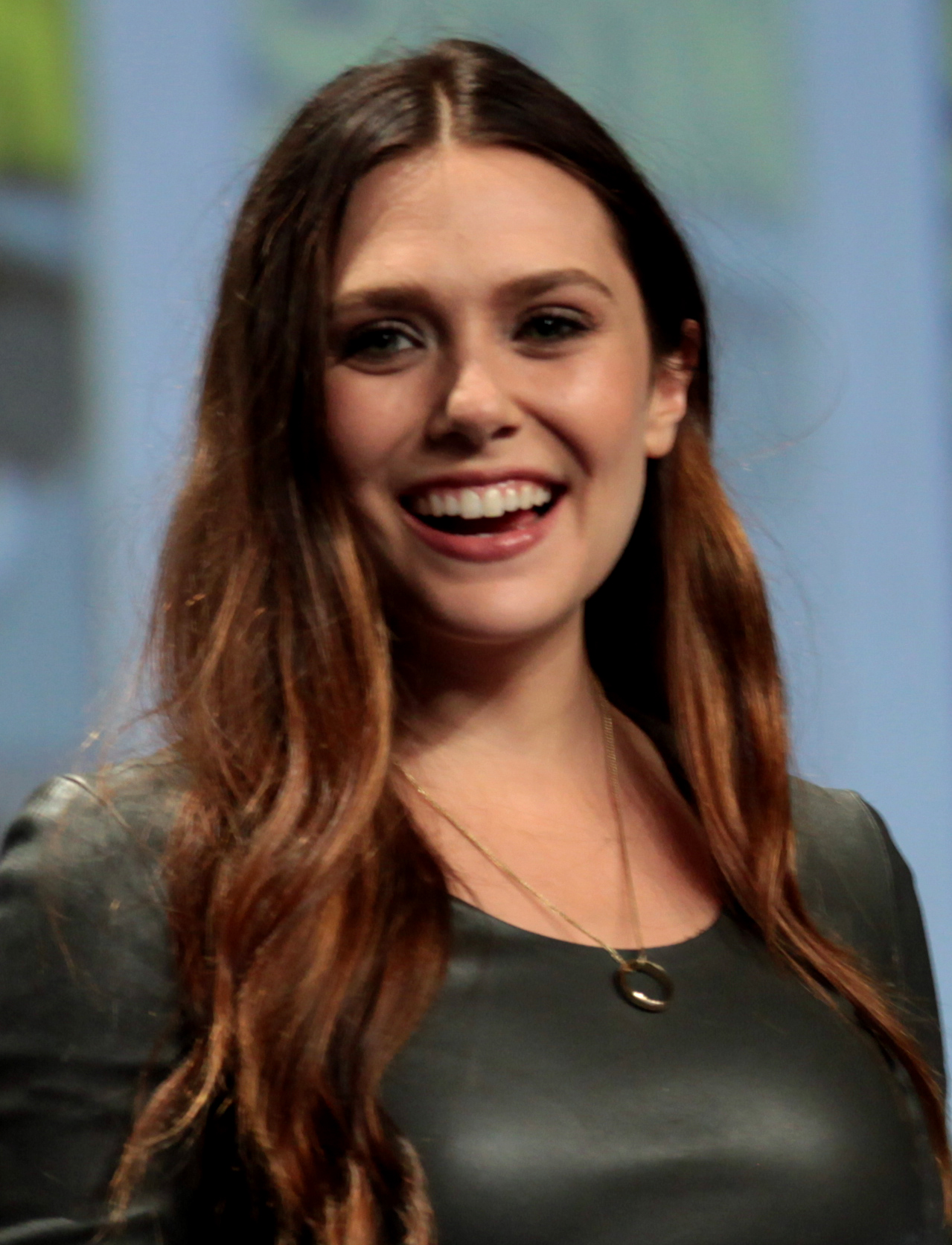
Elizabeth Olsen incarne Wanda Maximoff / la Sorcière rouge dans l'univers cinématographique Marvel.

| Année | Titre                                       | Type                   | Statut               |
| ----- | ------------------------------------------- | ---------------------- | -------------------- |
| 2014  | Captain America : Le Soldat de l'hiver      | Film                   | Scène post-générique |
| 2015  | Avengers : L'ère d'Ultron                   | Film                   | Rôle principal       |
| 2016  | Captain America: Civil War                  | Film                   | Rôle secondaire      |
| 2018  | Avengers: Infinity War                      | Film                   | Rôle principal       |
| 2019  | Avengers: Endgame                           | Film                   | Rôle secondaire      |
| 2021  | WandaVision                                 | Série télévisée        | Rôle principal       |
| 2022  | Doctor Strange in the Multiverse of Madness | Film                   | Rôle principal       |
| 2023  | What If...?                                 | Série télévisée animée | Rôle secondaire      |
| 2025  | Marvel Zombies                              | Série télévisée animée | à déterminer         |

### Télévision
- 1960 : The Marvel Super Heroes (série d'animation)
- 1992-1997 : X-Men (série d'animation
- 1994-1997 : Iron Man (série d'animation)
- 1999-2000 : Avengers (série d'animation)
- 2000-2003 : X-Men: Evolution (série d'animation)
- 2008-2009 : Wolverine et les X-Men (série d'animation)
- 2009-2011 : Super Hero Squad (série d'animation)

### Jeux vidéo
- 2016 : Lego Marvel's Avengers
- 2024 : Marvel Rivals

### Biographie alternative dans l'univers cinématographique Marvel

#### Avengers: L'Ère d'Ultron
Dans le film Avengers : L'Ère d'Ultron, Wanda et son frère jumeau Pietro Maximoff sont des « optimisés » d'origine sokovienne. Contrairement aux comics, Wanda a reçu ses pouvoirs du Baron Strucker grâce au Sceptre de Loki, récupéré par des agents d'HYDRA infiltrés au SHIELD.
Lorsque les Avengers tentent de récupérer le Sceptre de Loki en Sokovie, elle manipule l'esprit de Tony Stark pour lui montrer un futur illusoire où tous les Avengers sont mourants et lui reprochent de les avoir abandonnés, ce qui bouleverse le héros, mais ne l'empêche pas de récupérer l'artefact et de créer, à partir du sceptre, l'intelligence artificielle Ultron. Une fois celle-ci créée, il demande aux jumeaux de les rejoindre pour vaincre les Avengers.
En Afrique, Wanda parvient à manipuler l’esprit de la plupart des héros, les plongeant dans des hallucinations de leur passé ou leur futur. Elle réussit en outre à déchaîner Hulk dans les rues d'une ville proche, ce qui entache la réputation des Avengers.
Plus tard, elle et son frère Pietro comprennent que le véritable objectif d'Ultron est de détruire l'humanité. Ne voulant pas participer à ce massacre, les jumeaux rejoignent les Avengers. Ensemble, ils combattent les robots d'Ultron mais son frère est assassiné par ce dernier. Dévastée et en colère, elle déploie toute sa force et parvient à détruire un bon nombre de robots et Ultron lui-même. Elle finit par rejoindre les Avengers, mais reste inconsolable.

#### Captain America: Civil War
Dans le film Captain America: Civil War, lors d'une mission à Lagos visant à arrêter Crossbones, un agent survivant d'HYDRA, ce dernier tente une attaque-suicide en déclenchant la bombe de son gilet. Wanda dévie involontairement le souffle de l'explosion vers un immeuble de la ville, détruisant une bonne partie du bâtiment et faisant plusieurs victimes. De retour au QG des Avengers, les médias s'acharnent sur elle en disant qu'il est inadmissible que des héros ne puissent pas contrôler leurs pouvoirs, car cela cause trop de dégâts et fait de nombreuses victimes humaines. Se sentant responsable de la situation, Wanda décide de ne plus sortir du QG.
Lorsque les Accords de Sokovie sont présentés à l'équipe, Wanda n'a pas encore pris sa décision. Elle rejoint plus tard les rangs de la faction dirigée par Captain America, opposée à ces accords, quand elle s'aperçoit que Vision était chargé de la maîtriser si nécessaire. Elle prend part au combat opposant l'équipe de Captain America à celle d'Iron Man qui a signé les accords. Elle est finalement maîtrisée par Vision et envoyée à la prison du Raft. À la fin, Captain America la délivre, ainsi qu'Ant-Man, le Faucon et Hawkeye.

#### Avengers: Infinity War
Dans le film Avengers: Infinity War, Wanda vit cachée depuis 2 ans et entretient une relation amoureuse avec Vision. Mais Thanos, qui a décidé de se procurer les Pierres d'Infinité, envoie ses enfants attaquer Wanda et Vision pour récupérer la pierre de l'Esprit. Mis en difficulté, le couple est sauvé par Captain America, Black Widow et le Faucon.
Après avoir récupéré Bruce Banner et James Rhodes, le groupe part vers le Wakanda pour soigner Vision et remplacer la pierre de l'Esprit par une nouvelle source d'énergie : comme Vision ne peut pas survivre sans elle, il leur faut la remplacer avant de la détruire, et seule la technologie du Wakanda le permet. L'armée du Wakanda tente de repousser l'attaque de l'armée de Thanos venue une fois de plus chercher la pierre, mais Wanda, ne supportant pas de voir les forces de Thanos avancer, se rend sur le champ de bataille pour retourner les armes de Thanos contre son armée.
Alors que Thanos vient en personne chercher la pierre de l'Esprit, elle détruit la pierre pendant que les Avengers le retiennent. C'est alors que Thanos utilise la pierre du Temps pour annuler son geste, récupère la pierre de l'Esprit, complète son gant, claque des doigts et fait disparaître la moitié de l'humanité. Wanda fait partie des êtres disparus lors de la Décimation.

#### Avengers: Endgame
Dans le film Avengers: Endgame, Wanda est ramenée à la vie par Hulk grâce aux Pierres d'Infinité. Elle est transportée sur le champ de bataille final par le Docteur Strange où elle affronte de nouveau Thanos. Ne pouvant rien faire face à elle, Thanos bombarde la zone, forçant Wanda à se protéger. Elle assiste à l'enterrement de Tony Stark, qui s'est sacrifié pour vaincre l'armée de Thanos.

#### WandaVision
Dans la série télévisée WandaVision, Wanda, malgré la victoire finale des Avengers face à Thanos, ne parvient pas à faire son deuil de Vision. Elle se rend alors au quartier général du S.W.O.R.D. et découvre le corps endommagé de l'être qu'elle a aimé, en train d'être démantelé par le S.W.O.R.D. Wanda se rend dans la petite ville de Westview, à l'emplacement exact d'une maison que Vision avait choisie pour eux.
Elle s'effondre de chagrin et libère son pouvoir qui crée un vaste champ de force, manipulant l'esprit de chaque personne se trouvant à l'intérieur, et transforme Westview et ses habitants en une sitcom géante. Par la même occasion, Wanda recrée une version de Vision, générée à partir du pouvoir de la pierre de l'esprit qu'elle a intégrée en elle, et de leurs souvenirs partagés. Comme le reste de la ville, cette version de Vision est manipulée mentalement par Wanda et a oublié son passé d'Avenger. Enfermée ainsi dans sa bulle, Wanda vit une vie heureuse avec son « mari » et leurs deux enfants jumeaux, chaque épisode de la sitcom avançant d'une décennie à partir des années 1950.
Le S.W.O.R.D. prend alors place devant le champ de force dans lequel est enfermée la ville, baptisé le Hex à cause de sa forme hexagonale, afin de comprendre ce qui s'y passe réellement et comment y remédier. Une fois qu'il est établi que les événements du Hex ont bien été provoqués par Wanda, Hayward, le directeur du SWORD, est prêt à éliminer la jeune femme, alors que Monica Rambeau, une agente du S.W.O.R.D., considère que Wanda peut être raisonnée.
Alors que Wanda parvient à maintenir le SWORD à distance, elle voit réapparaître son frère Pietro sans savoir si elle y est pour quelque chose, alors que son mari Vision commence à suspecter que quelque chose ne va pas à Westview. Il s'avère que le retour de Pietro a été orchestré par la sorcière multicentenaire Agatha Harkness qui veut s'attribuer ses pouvoirs, et qui s'est fait passer pour la voisine inoffensive de Wanda depuis le début.
Agatha revisite le passé de Wanda avec elle pour déterminer la source de sa puissance (comment a-t-elle pu ainsi modifier la réalité pour faire tomber une ville entière sous sa coupe et recréer un Vision de toutes pièces ?) et comprend que ses pouvoirs résultent d'une combinaison de tous les deuils auxquels elle a dû faire face (ses parents, Pietro et Vision) et du pouvoir de la pierre de l'Esprit.
Le S.W.O.R.D. lance son assaut final : il a ré-assemblé le corps endommagé de Vision (même si le corps de l'androïde est entièrement blanc) et l'a baptisé le projet Cataract pour en faire une arme et l'envoie tuer Wanda. Le Vision créé par Wanda combat brièvement son homologue blanc, cependant le faux Vision parvient à réveiller les souvenirs de sa version réelle qui se libère du S.W.O.R.D., tandis que Wanda affronte Agatha Harkness avant de réussir à la neutraliser. Elle choisit finalement de libérer Westview, laissant son mari et ses enfants se désintégrer en détruisant le Hex, avant de s'envoler vers une nouvelle destination avec la volonté d'en apprendre plus sur ses immenses pouvoirs. Une scène post-générique la montre dans un chalet isolé en habits de la Sorcière rouge, en train de consulter les pages du grimoire magique et maléfique, le Darkhold.

#### Doctor Strange in the Multiverse of Madness
Dans le film Doctor Strange in the Multiverse of Madness, Wanda étudie le Darkhold pour retrouver ses enfants ; elle est interrompue par le Docteur Strange qui comprend alors ses intentions et qui essaye de l’arrêter. Wanda veut en fait capturer America Chavez, une adolescente capable de voyager dans le multivers, dont elle convoite le pouvoir afin de se rendre dans un univers où elle serait heureuse avec ses enfants.
Après la chute de Kamar-Taj, Strange et Chavez s'échappent dans un autre univers. Wanda utilise donc un maléfice dans le Darkhold, le "Rêve Passerelle", qui permet à un sorcier de traquer ses ennemis à distance en projetant sa conscience dans le corps de son alter ego d'un autre univers. Wanda s'infiltre alors dans le QG des Illuminati, où sont emprisonnés Strange et Chavez. Elle affronte le groupe et finit par tous les tuer les uns après les autres et réussit ensuite à capturer Chavez.
Dans un temple sur le Mont Wundagore (qui est en réalité un trône pour la Sorcière Rouge), Wanda commence le rituel sur Chavez, mais elle est interrompue par Strange qui fait un rêve passerelle et possède le corps sans vie de son alter ego, le Defender Strange. Wanda se bat contre les esprits des damnés et contre Chavez, qui contrôle désormais ses pouvoirs. Après que Chavez ait confronté Wanda au caractère irréalisable de son projet, celle-ci y renonce enfin, et, inconsolable, détruit le Darkhold dans tous les univers et fait s'effondrer le temple sur elle.

## Droits cinématographiques
En 2015, il est annoncé que le personnage de Wanda Maximoff doit apparaître dans Avengers : L'Ère d'Ultron, produit par Marvel Studios. Cependant, au moment de la production du film, les droits d'exploitation appartiennent encore à la Fox, comme tous les personnages mutants de l'Univers Marvel. Ainsi, Pietro Maximoff et elle, ne pouvant être désignés comme des mutants, sont désignés sous le terme d'« optimisés » ayant acquis leurs pouvoirs à la suite des expériences du Baron Strucker. Wanda devient ainsi une femme originaire de Sokovie, un pays imaginaire d'Europe de l'Est.
Dans X-Men: Days of Future Past (produit par la Fox), la Sorcière Rouge devait être introduite avec son frère Vif-Argent (interprété par Evan Peters et renommé Peter) dans l'univers cinématographique des X-Men. Le producteur Simon Kinberg avait parlé de scènes où elle apparaissait mais qui ont été supprimées du montage final. Kinberg avait parlé d'une apparition officielle de la Sorcière Rouge dans X-Men: Apocalypse mais aucune apparition ne fut observée.
Ce n'est qu'après que Disney a racheté la Fox et donc les droits sur les personnages mutants de Marvel que la jeune femme peut enfin être désignée comme la Sorcière Rouge.